# 東北コンピューター専門学校
東北コンピュータ専門学校（とうほくコンピュータせんもんがっこう）は、かつて青森県弘前市上瓦ケ町にあった私立の専修学校。設置者は学校法人柴田学園。

## 沿革
- 1985年（昭和60年） - 創立。
- 1986年（昭和61年） - 情報処理本科（2年課程）設置。
- 1987年（昭和62年） - ホストコンピューター設置。
- 1994年（平成6年） - 通商産業省から情報化人材育成学科としての認定を受ける。
- 2019年（平成31年） - 閉校。

## 学科
- 情報処理科 - 1年制。
- 情報処理本科 - 2年制。

## 交通
- JR・弘南鉄道弘南線弘前駅・弘南鉄道大鰐線中央弘前駅
  - 駅から徒歩約8分。
- 上代官町、中央通り一丁目（弘前駅 - 小栗山線、他）停留所。
  - 停留所から徒歩約3分。